# Лундквист, Ярл
Ярл Фритьоф Лундквист (фин. Jarl Frithiof Lundqvist; 15 августа 1896, Гельсингфорс — 23 сентября 1965, Хельсинки) — финский генерал-лейтенант Ярл Линдквист командовал Военно-воздушными силами Финляндии с 8 сентября 1932 по 29 июня 1945 года, после чего исполнял обязанности главнокомандующего Силами обороны Финляндии до начала зимы 1946 года.

## Биография
Ярл Лундквист родился 15 августа 1896 года в городе Хельсинки Российской империи, в семье упраляющего банком Августа и Ингеборг (Нильсен) Лундквистов.
В 1914 году Ярл Лундквист закончил Шведскую педагогическую школу и поступил в Императорский Александровский университет г.Хельсинки на факультет философии и истории, но учебу он отложил и поехал в Германию для обучения военному делу, чтобы войти в военную группу «егеря Финляндии», так как 1 августа началась Первая мировая война.
17 сентября 1915 года он вступил в 1-ю роту 27-го прусского егерского батальона.
В 1917 году он поступил на первый курс военного училища в Либаве (ныне Лиепая) в Латвии, а 11 февраля 1918 года ему было присвоено звание первого лейтенанта и уже 25 февраля 1918 он прибыл в город Вааса для участия в гражданской войне Финляндии.
В 1920 году Ярл Лундквист поступил в Военную артиллерийскую школу в Фонтенбло (Франция) и получил звание майора. Через год вернулся в Финляндию и возглавил Унтер-офицерскую школу полевой артиллерии.
В 1924 году был назначен командиром 3-го полка полевой артиллерии и через год получил звание подполковника.
С 1928 по 1930 год он учился во Французской военной академии — Центр тактических исследований артиллерии де Мез . Получил звание полковника.
В 1932 году, после того как Пааво Талвела отказался возглавить ВВС Финляндии, этот пост был предложен Ярлу Лундквисту, который по оценке Маннергейма, хорошо разбирался в технических вопросах.
В 1934 году Лундквист изучал военное дело в воздухе в Высшей авиационной школе Эворда. В 1936 году он получил звание генерал-майора.
На начало 1939 года, Военно-воздушные силы Финляндии, под командованием Ярла Лундквиста, включали три авиационных полка (153 боевых самолёта и 156 учебных самолета, в основном самолеты покупались у английских, французских, итальянских и голландских производителей) и батарей противовоздушной обороны (172 зенитных орудия)
За время советско-финских войн: Зимней Войны и Войны-продолжения (1941—1944) Военно-воздушные силы Финляндии, под командованием Ярла Лундквиста, сбили 1567 самолетов противника, а силы ПВО — 117 самолетов. Потери финской авиации за этот же период составили 536 самолетов, включая списанные. Во время Зимней войны Финляндия получила из-за рубежа 104 самолёта, большинство из них истребители.
В 1944 году на вооружении ВВС Финляндии насчитывалось 218 боевых самолётов.
До июля 1945 года Ярл Лундквист командовал ВВС Финляндии, а затем исполнял обязанности главнокомандующего Силами обороны Финляндии до ноября 1946 года
С 1949 по 1951 годы Лундквист занимал должность управляющего директора Oy JF Lundqvist Ab, а с 1951 года — управляющего директора Pika-Asuste Oy.
Генерал-лейтенант Ярл Лундквист скончался 23 сентября 1965 года и похоронен в Хельсинки.

## Личная жизнь
В 1923 году женился на Хильдур Эмилии Вилениус и в 1927 году у них родился сын Ярл. 
В 1943 году Ярл Лундквист развелся со своей первой женой и в следующем году женился на Мэй Хелене Хеландер. У них родились дети: Марья в 1945 году и Пер в 1946 году.